# Babakan (Kawunganten)
Babakan is een bestuurslaag in het regentschap Cilacap van de provincie Midden-Java, Indonesië. Babakan telt 1192 inwoners (volkstelling 2010).